# Benz & Cie.
Benz & Cie. (Бенц і компанія) — з 1883 року німецький виробник двигунів, велосипедів, мотоциклів та автомобілів. Штаб-квартира розташована в місті Мангайм. Після Першої світової війни внаслідок економічної кризи, спаду продажів й інших чинників підприємство зазнавало труднощів. Для підтримки виробництва було прийнято рішення про об'єднання. 1926 року внаслідок злиття з конкурентом в особі компанії Daimler-Motoren-Gesellschaft, заснованої Готтлібом Даймлером, підприємство було реформовано в концерн Daimler-Benz (нині Daimler AG), який налагодив випуск автомобілів під торговою маркою Mercedes-Benz.

## Карл Бенц. Заснування компанії. Патентування першого у світі автомобіля

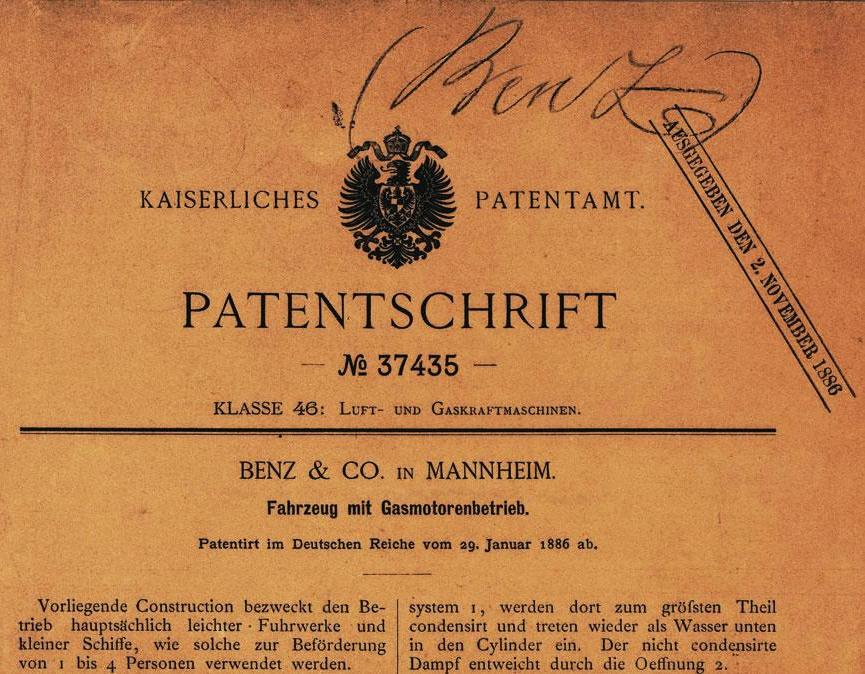
Патент №37435 на перший у світі автомобіль

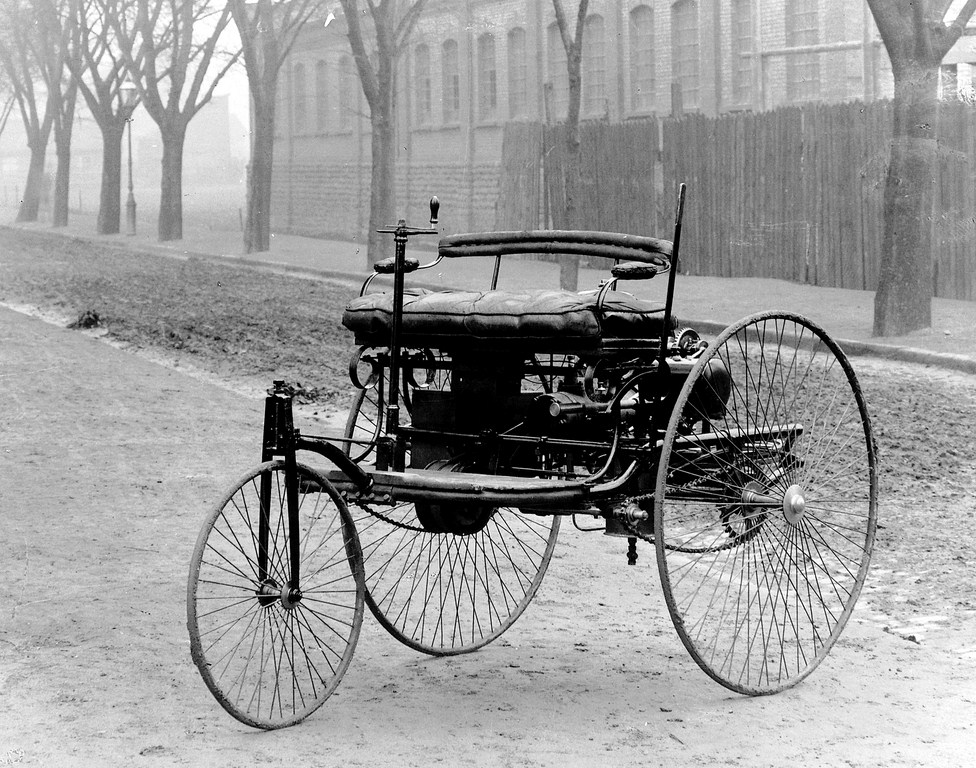
Benz Patent Motorwagen

У 1882 році німецький інженер Карл Бенц організував акціонерне підприємство Gasmotoren Fabrik Mannheim, але вже через рік покинув його. 1 жовтня 1883 року на основі власної велосипедної майстерні він заснував компанію Benz & Cie. Rheinische Gasmotorenfabrik in Mannheim у формі відкритого торгового товариства разом з бізнесменом Максом Каспаром Розе і комерсантом Фрідріхом Вільгельмом Есслінгером. Вже за перші чотири місяці роботи нова компанія змогла продати понад 800 власних двигунів. У 1886 році підприємством було створено перший триколісний самохідний візок з бензиновим двигуном. У тому ж році, 29 січня, її творець Карл Бенц отримав патент DRP No. 37435 на перший в світі автомобіль - Benz Patent-Motorwagen. До 1891 року компанія продала близько 500 двигунів, більшість з яких пішли на експорт.

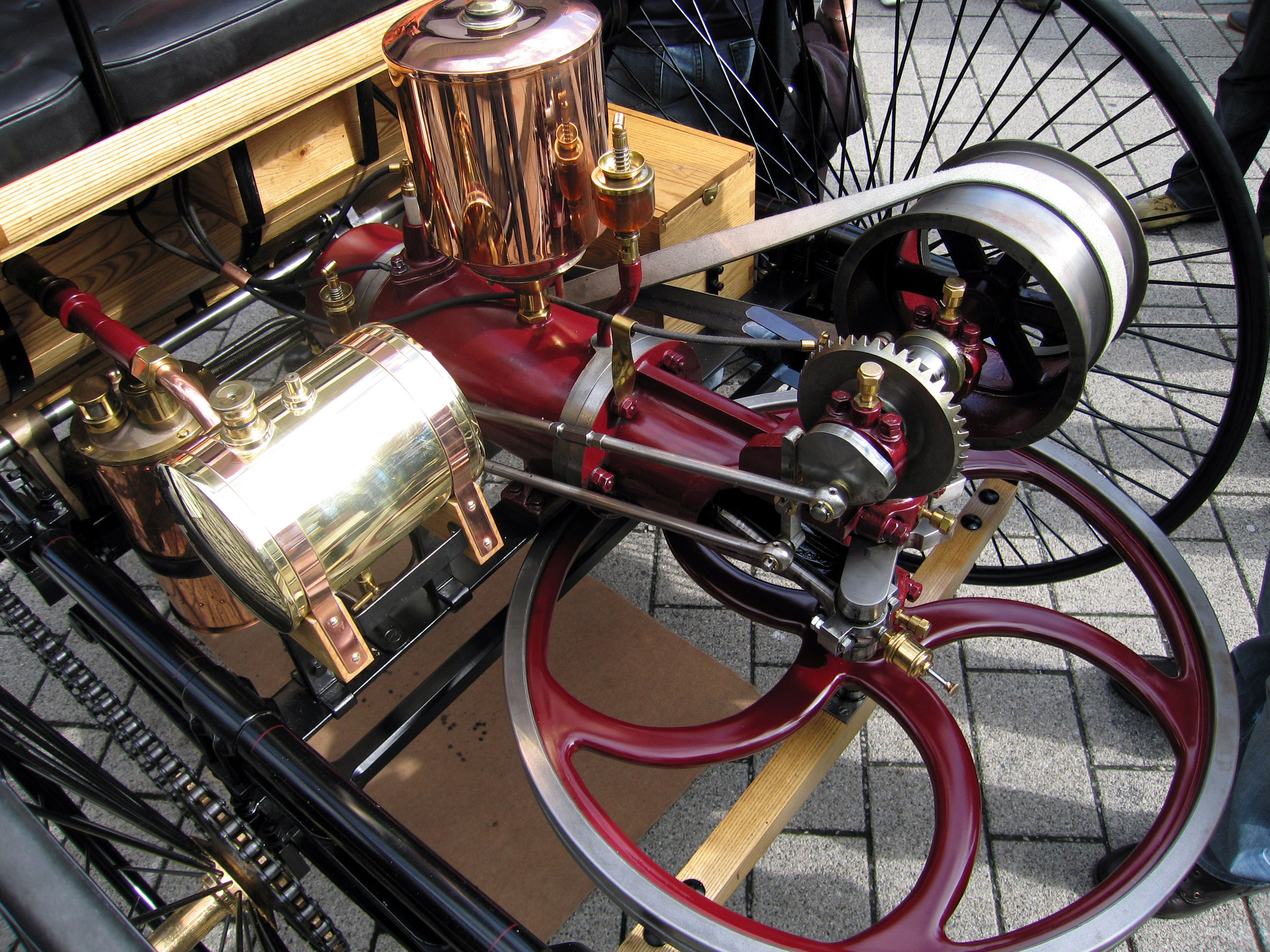
Двигун Benz Patent Motorwagen

У 1890 році компаньйони Бенца Розе та Есслінгер покинули компанію. У травні їх місце зайняли комерсанти Фрідріх фон Фішер і Юліус Ганс. Нові партнери взяли на себе комерційну організацію і збут продукції, в той час як Карл міг всю свою увагу приділяти інженерним роботам. У цей час значно розширилася програма випуску двигунів, до газових моторів додалися нові типи бензинових двигунів.

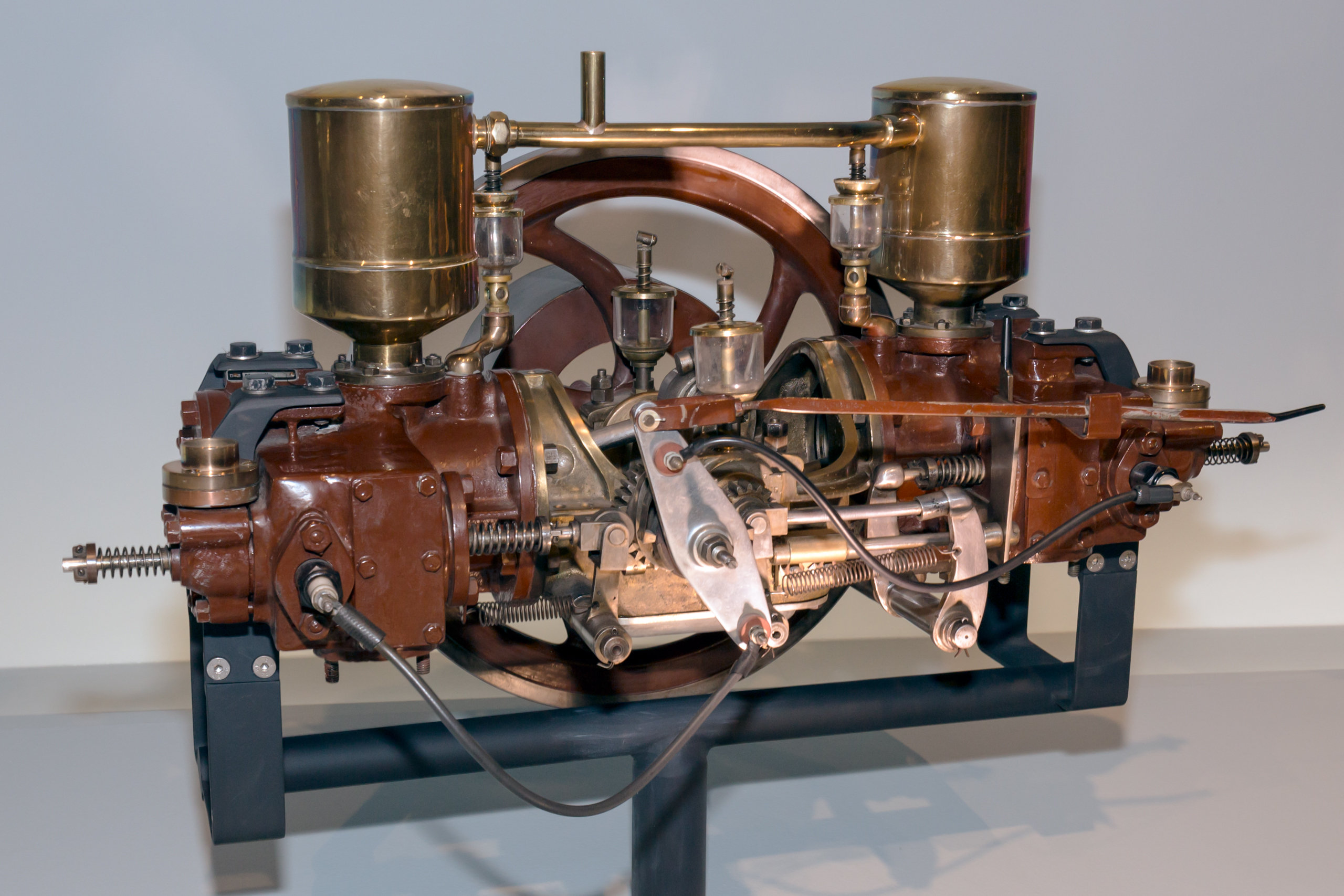
Двоциліндровий двигун Карла Бенца

У 1893 році Карл Бенц отримав патент DRP No. 73515 на подвійний стрижень керування й ініціював випуск чотириколісних автомобілів «Вікторія» з двигуном, потужністю 3 к.с., швидкість яких становила 17-20 км/год. За перший рік було продано 45 таких автомобілів. У 1894 році компанія почала випуск автомобілів моделі Velo, які брали участь в перших автомобільних гонках Париж - Руан. У 1895 році була створена перша вантажівка, а також перші в історії автобуси.

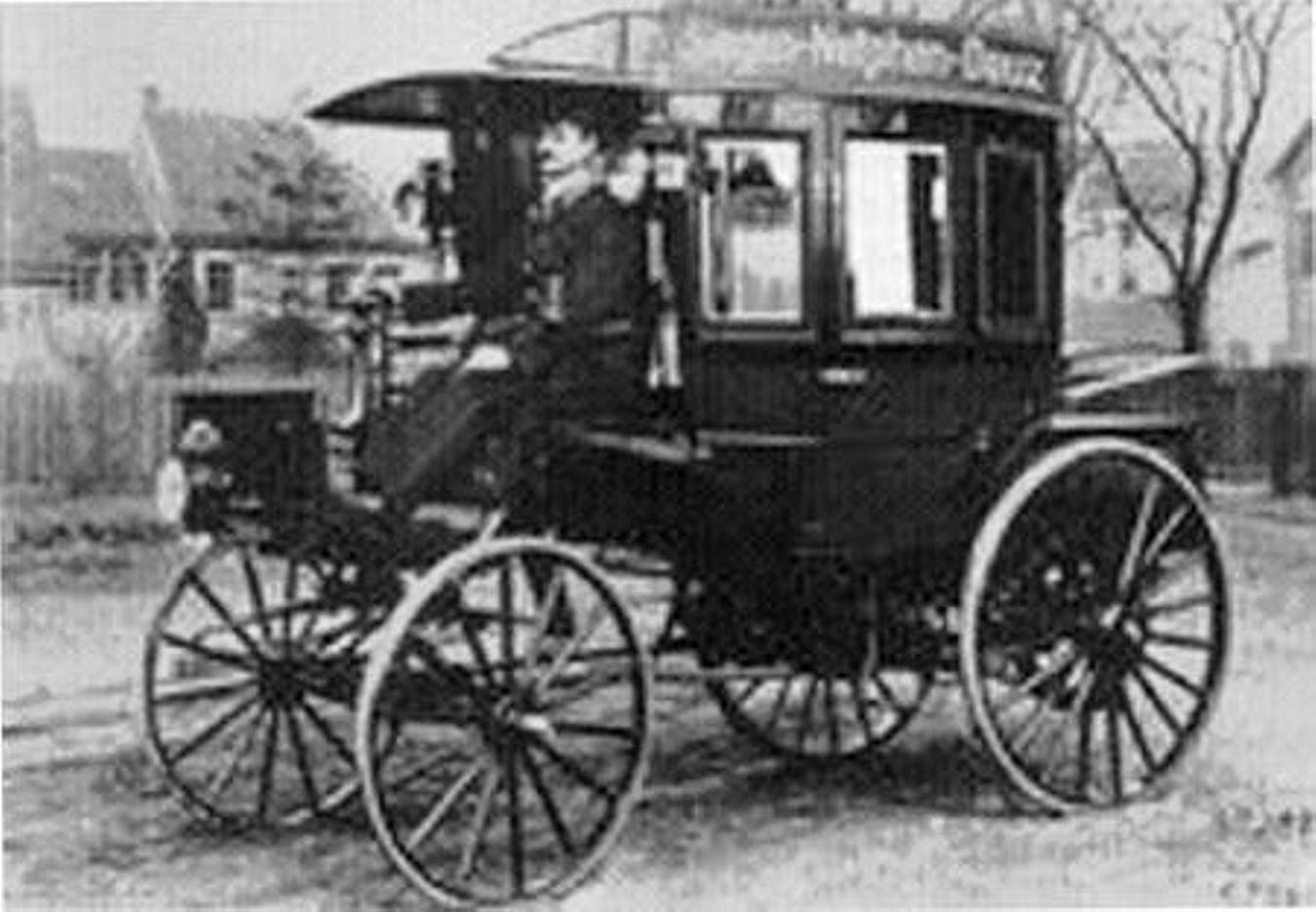
Перший у світі автобус виробництва Benz & Cie.

Через рік, у 1896 році, фірма розробила перший циліндр для двигунів, які Бенц назвав «contra engine», оскільки циліндри були встановлені протилежно один одному.

## Акціонерне товариство Benz & Cie
У 1899 році один з компаньйонів Карла, Фрідріх фон Фішер, серйозно захворів. Він запропонував своїм партнерам перетворити підприємство в акціонерне товариство, щоб зробити його незалежним від діяльності однієї особи. Пропозиція була прийнята. Після реорганізації фірма стала називатися Benz & Cie. Членами правління були обрані Карл Бенц і Юліус Ганс. З 1887 по 1899 рік кількість співробітників компанії збільшилася з 40 до 430.
На початку 1900 року компанія переживала спад продажів. Перш за все, виною тому послужило формування основного конкурента - фірми Daimler-Motoren-Gesellschaft, що розташувалася в Штутгарті. Крім того, на економічному зростанні підприємства позначався і виробнича криза в автомобілебудуванні, що почалася в 1900 році. Автомобілі Mercedes, що випускалися фірмою Готтліба Даймлера, склали серйозну конкуренцію компанії. У 1901 році, незабаром після випуску нової моделі Mercedes 35 PS, стало зрозуміло, що Benz & Cie. відставав від прогресу. З метою поліпшення становища акціонери запросили в компанію французького інженера Маріуса Барбару. Почалося будівництво гоночного автомобіля з чотирициліндровим двигуном, потужністю в 60 к.с., а також автомобілів з одно-, дво- та чотирициліндровими двигунами, потужністю 8, 10, 14, 28 і 40 к.с.. Незабаром стало ясно, що французький конструктор не виправдовував покладених на нього сподівань. З цієї та інших причин сам Карл Бенц покинув компанію. Його вихід з президії товариства позначений в торговому реєстрі суду Мангайму датою 21 квітня 1903 року. Роком пізніше Юліус Ганс також залишив фірму, а в липні 1905 року помер. З літа 1904 року Карл Бенц знову присвячує себе улюбленому заняттю і повертається до наглядової ради фірми. За логікою, що німецькі автомобілі повинні робитися німцями, у фірму на посаду головного інженера запросили Фріца Ерле. Ця ідея також виявилася невдалою. Тільки з приходом в компанію талановитого інженера Ганса Нібеля справи поступово почали йти вгору. Переживши кризу, компанія Бенца повернула собі колишнє провідне становище на ринку. У виробництво впроваджувалися нові типи легкових автомобілів, автобусів, гоночних машин. Успішно розвивалося виробництво вантажних автомобілів і фургонів.

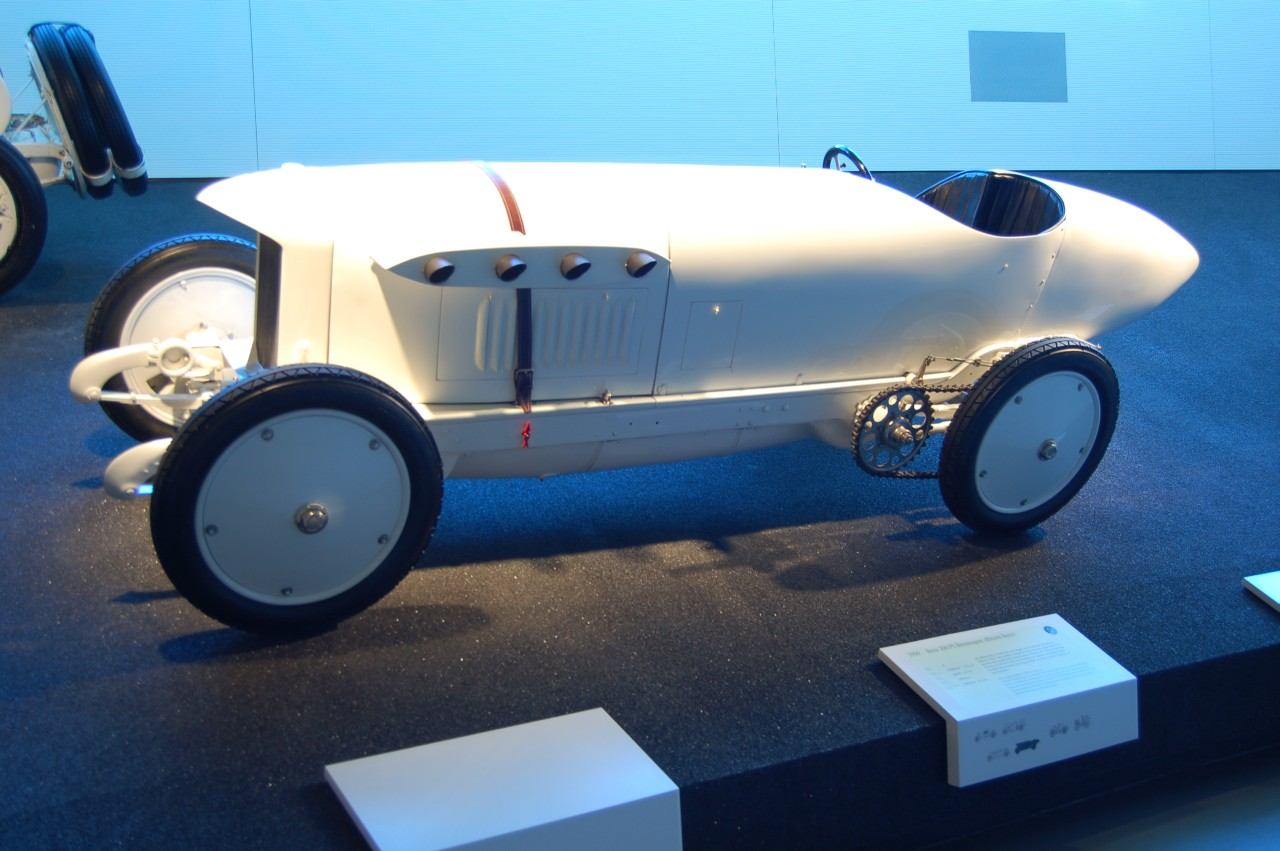
Blitzen Benz

У 1909 році, створивши цілий ряд успішних легкових автомобілів, фірма побудувала найвідоміший гоночний автомобіль того часу Blitzen Benz з двигуном, потужністю 200 кінських сил і робочим об'ємом 21 594 см3.

## Ринок вантажних автомобілів
Фірма Benz & Cie. бачила перспективні можливості на ринку вантажних автомобілів, проте для збільшення власного виробництва місця на заводі в Мангаймі було недостатньо. У 1908-1909 роках компанія побудувала новий завод для виробництва вантажних автомобілів у Вальдхофі. У 1910 році фірма Süddeutsche Automobil-Fabrik Gaggenau з урахуванням інтересів обох фірм злилася з компанією Бенца, утворивши товариство з обмеженою відповідальністю «Заводи Бенца-Гаггенау». При цьому фірма Бенца керувалася намірами істотно розширити виробничу програму випуску вантажних автомобілів і автобусів, які з великим успіхом створювалися в Гаггенау. Згодом завод в Гаггенау сконцентрувався головним чином на випуску автобусів і машин спеціального призначення.
За 1910 рік кількість співробітників на підприємстві збільшилася до 2500 в Мангаймі і 840 на заводі в Гаггенау.

## Компанія Benz & Cie., Rheinische Automobil- und Motorenfabrik AG

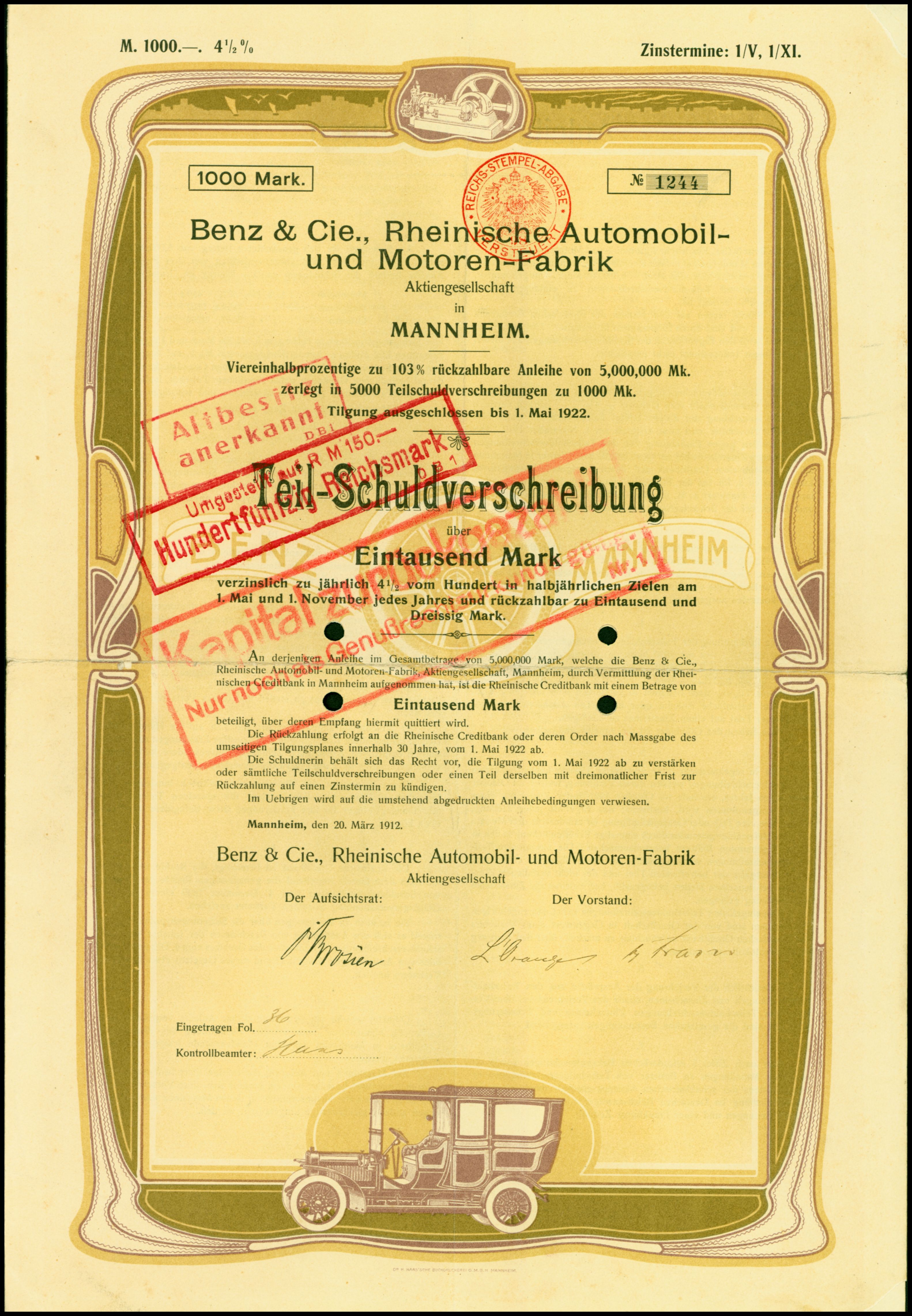
Цінні папери Benz & Cie. 1912 року

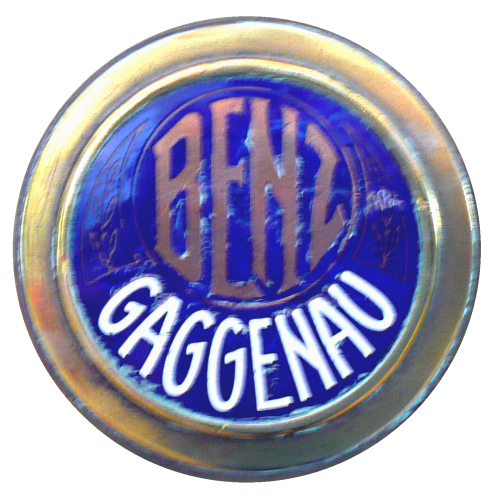
Логотип Benz Gaggenau

У 1911 році компанія знову змінила найменування, цього разу на Benz & Cie., Rheinische Automobil- und Motorenfabrik AG. Перед світовою війною почався бурхливий розвиток авіаційної справи і техніки літакобудування. Компанія не залишалася осторонь і зайнялася виробництвом авіаційних двигунів.
Перед світовою війною 1914-1918 років кількість робочих на заводах в Мангаймі і Гаггенау складала 6500 чоловік. Автомобілебудування в цей період часу досягло свого найвищого розвитку. Торгова мережа компанії була присутня в багатьох країнах світу. Однак війна змінила стан речей: двигуни і машини стали одним з найважливіших засобів ведення бойових дій, все виробництво служило цим завданням. Закінчення війни у 1918 році і поразка Німеччини призвели до повного падіння економіки країни. Зміни в економічному становищі післявоєнного часу зажадали нових проектів

## Злиття з Daimler-Motoren-Gesellschaft
Передумовами до об'єднання компаній стало важке економічне становище Німеччини: криза в усіх галузях, стрімке знецінення марки, пригнічений настрій громадян після поразки країни у Першій світовій війні. На тлі цих та інших подій на біржі відбувалося велике число спекуляцій. Яків Шапіро, емігрант з Одеси, який володів великими частками в цілому ряді автомобільних компаній, таких як Benz & Cie., Daimler-Motoren-Gesellschaft, NAG, NSU, Protos та інших, отримував все більше і більше впливу в компанії за рахунок сміливих фінансових операцій і бартерних угод. Нарешті, він був призначений як член наглядової ради, а в 1924 році йому вже належало 60% акцій Benz & Cie. AG.
Початок злиття було покладено 1 травня 1924 року досягненням між фірмами угоди про обопільні інтереси. Від імені Benz & Cie. виступав генеральний директор Вільгельм Кіссель. Почалося приведення до спільного знаменника фінансової звітності, технічної документації, ознайомлення з методами роботи один одного. У тому ж 1924 році рекламні художники отримали замовлення на створення тематичних плакатів та розробку нового фірмового стилю.
28 червня 1926 року фірма Benz & Cie. об'єдналася з Daimler-Motoren-Gesellschaft, утворивши новий концерн Daimler-Benz зі штаб-квартирою в місті Штутгарт, який зміг ефективно використовувати досвід і знання конструкторів обох компаній.

## Список автомобілів Benz
- 1885 - Benz Patent-Motorwagen Nummer 1
- 1886 - Benz Patent-Motorwagen Nummer 3
- 1893 - Benz Patent-Motorwagen Victoria
- 1894 - Benz Velo
- 1898 - Benz Patent-Motorwagen Ideal
  - Benz Break
- 1899 - Benz Dos-à-Dos
- 1900 - Benz Elegant
  - Benz Spider
  - Benz Tonneau
- 1902 - Benz Tonneau
  - Benz Phaeton
  - Benz Parsifal
- 1905 - Benz 18PS
  - Benz 28/30PS
  - Benz 35/40PS
- 1906 - Benz 50PS
  - Benz 60PS
  - Benz 70PS
- 1907 - Benz 24/40PS
  - Benz 3-Tonnen-Lastwagen
- 1908 - Benz 10/18PS
  - Benz Prinz-Heinrich-Wagen
  - Benz 120PS
- 1909 - Benz 28/50PS
  - Benz 35/60PS
  - Benz 37/70PS
  - Blitzen-Benz
  - Benz 10/20PS
  - Benz 20/35PS
  - Benz 25/45PS
  - Benz 29/60PS
  - Benz 14/30PS
- 1910 - Benz 6/14PS
  - Benz 8/18PS
- 1912 - Benz 8/20PS
  - Benz 10/25PS
  - Benz 10/30PS
  - Benz 16/35PS
  - Benz 16/40PS
  - Benz 25/55PS
  - Benz 33/75PS
  - Benz 39/100PS
  - Benz 82/200PS
- 1913 - Benz 12/30PS
- 1914 - Benz 18/45PS
  - Benz 21/50PS
- 1915 - Benz 25/65PS
- 1918 - Benz 6/18PS
  - Benz 27/70PS
- 1921 - Benz 6/45PS
  - Benz 16/50PS
- 1923 - Benz 11/40PS
  - Benz-Tropfenwagen
- 1926 - Benz 10/35PS

## Галерея
|  |  |  |  |
|  |  |  |  |
|  |  |  |  |
|  |  |  |  |
|  |  |  |  |
|  |  |  |  |
|  |  |  |  |

|  |  |  |  |
|  |  |  |  |